# Hao Asakura
Hao Asakura es un personaje de ficción de la obra de Hiroyuki Takei: Shaman King. Es el principal antagonista de la historia, un chamán o monje budista chamánico (Bön) tan poderoso que es capaz de reencarnar en el cuerpo que desee, por lo tanto llega a reencarnar dos veces antes de coronarse como el "Shaman King", la más reciente de estas resurrecciones resulta ser en el hermano gemelo del protagonista Yoh Asakura. Es la representación de la misantropía.
En la primera adaptación anime no llega a ser coronado como Shaman King, tan sólo desaparece al final de la serie y esta queda inconclusa en todo sentido. Sin embargo en la segunda adaptación logra ser coronado como "shaman king".

## Historia
Hao Asakura (麻倉 葉王 Asakura Hao?) es el principal antagonista, el ancestro, otra mitad y hermano gemelo de Yoh Asakura, el personaje principal de Shaman King. Su verdadero nombre en su primera encarnación fue Asaha Douji.
Cuando era un niño, Asaha presencia cómo su madre, Asanoha, es asesinada debido a que la gente creía que ella era un demonio. Asaha viviría con la creencia de que él es hijo de un demonio hasta que conoce a Ohachiyo, un demonio de verdad. Ohachiyo le enseñaría a Asaha a olvidar su venganza contra los humanos, y a disfrutar los aspectos de la vida, así como el reishi ("Visión del alma", habilidad con la que podía leer la mente de las personas) Y así, Asaha empezaría una vida tranquila, hasta que un soldado lo descubre "Hablando solo" e inmediatamente lo reporta al monje densen (El hombre que asesinó a su madre). Con su primer oversoul,  Asaha mataría a ese monje. Sin embargo, no pudo controlar sus poderes y absorbió los poderes de Ohachiyo. Como consecuencia, Asaha no puede controlar más su reishi.
Después de eso, es encontrado por el monje Tadatomo, quien al ver la gran cantidad de poder que tenía, lo toma como su discípulo (en este punto, se insinúa que Tadatomo abusó sexualmente de él) Sin embargo, al presenciar durante un ritual de exorcismo como Tadatomo mata a otro de sus discípulos y utiliza su cuerpo para fusionarlo con un oni, Asaha no aguanta más y expulsa su poder, entabla una batalla con el monje y acaba matándolo. A partir de ahí, Asaha se convierte en el monje más respetado de todo Japón y, años después, siendo ya un adolescente, el emperador le otorgaría su nuevo nombre: Hao Asakura, comenzando así la dinastía. 
Habiendo pasado varios años entrenando con dioses y demonios, Hao se volvería un shaman poderoso que se esforzó en convertirse en Shaman King. Dominó todas las artes y las técnicas de Onmyoudou (Misticismo) incluyendo habilidades como dominar espíritus poderosos así como permitir controlar su propia reencarnación; y controlar los poderes de la naturaleza. También hizo un pacto con la muerte, por lo que cada vez que moría, iba al infierno a entrenar. 
Como vivió en un tiempo de guerra, enfermedad y hambre, intentó ayudar a los otros con sus poderes. Sin embargo, al no controlar el reishi al límite, comenzó a ver el lado oscuro de la naturaleza humana mientras descubría que aquellos a los que ayudaba pensaban que él era malvado.
Esto, sumado al asesinato de su madre y al horror vivido con Tadatomo, hizo que su corazón se consumiera con odio hacia la humanidad, y comenzó a planear la destrucción de la misma convirtiéndose para ello en Shaman King.
Hao se entera del Shaman Fight, donde el ganador es proclamado Shaman King. Comienza a creer que esta es la llave para limpiar el mundo de los que no son shamanes, a quienes él sentía que estaban profanando el mundo natural. Sus planes son descubiertos y el clan que él mismo fundó, se unió en su contra y le venció.
Su maestría en los cinco elementos de la naturaleza evitaron su muerte permanente, asimismo le permitieron controlar las circunstancias de su reencarnación. Eligió renacer 500 años más tarde, en la época de la siguiente Shaman Fight. Su nueva encarnación fue como uno de los Apaches, el clan que organiza el Shaman Fight. Fue asesinado una vez más, por Yohken Asakura con la ayuda de Matamune utilizando el Futsunomitama, una espada de espíritus, y el Senhachijuu, un rosario de 1.080 cuentas que contenían las técnicas secretas de poderosos monjes budistas de la familia Asakura.
A pesar del hecho de que muriera antes de convertirse en Shaman King, Hao consiguió su objetivo de capturar el legendario Espíritu del Fuego para utilizarlo como su espíritu acompañante en su siguiente vida. El Espíritu del Fuego es uno de los cinco espíritus más poderosos del mundo.
15 años antes del comienzo de la historia (13 en el anime), elige reencarnar de nuevo en la familia Asakura. Sin embargo, debido a que Keiko Asakura esperaba gemelos, su alma queda dividida en dos partes, lo que origina el nacimiento de Yoh.

## Sobre Hao
A Hao Asakura le encanta ver combates de shamanes poderosos. Cuando el equipo de Yoh y los Soldados X lucharon, Chocolove salvó a Yoh de los Soldados X cuando ellos combinaron fuerzas, mientras que Hao observaba. Durante el anime, desde que Yoh llega a América (Estados Unidos), Hao siempre le está vigilando desde algún lugar. Sin embargo, son las batallas lo que hacen a los shamanes más fuertes, e Yoh es en el que Hao está más interesado.
En el manga muestra atracción por Anna Kyouyama, la prometida de Yoh, quien posee más tarde el rosario de las 1.080. Hay varias especulaciones del motivo, como que Anna fue su madre en la otra vida, pero el mangaka Takei no ha aclarado aún nada al respecto.Anna es la única mujer que lo ha puesto en su lugar aparte de su madre, por eso está muy interesado en ella. Hao insiste en que Anna será la esposa del Shaman King, y también presume que él será el Shaman King.
Hao vigila constantemente a Yoh o envía a sus subordinados para hacer a Yoh más fuerte, de tal manera que cuando Yoh y él "se vuelvan uno", Hao no sea más débil.
A Hao le encanta el pan y los dulces, pero estos muy poco se le ven comer, la personalidad que tiene es tranquila, es muy terco, cruel, se preocupa más por él mismo que por cualquier otra persona, es directo y siempre hace lo que quiere, en algunos casos se le ve algo de egocentrismo, en especial en el manga, casi nunca se le ve triste (En apariencia). Sin embargo, a lo largo de la historia se va viendo que el gran poder que tiene, se compensa con la gran tristeza que siente en su corazón, haciendo que éste sea el medio más adecuado para atacarlo. Y mientras en el anime no muestra interés por Yoh más allá que el de su poder, en el manga ambos hermanos llevan una relación más estrecha, llegando incluso a convivir en algunos momentos. 
En el anime, también se ve su lado tierno, al jugar con Opacho (Una niña shamán africana, que es quien está más cerca de él.)Sin embargo, en la última pelea contra Yoh, Opacho muestra lo que Hao odia más de los humanos: Miedo hacia él. Ese hecho es el que despierta la ira de Hao. 
El pensamiento contra la debilidad de los seres humanos fue producido por su habilidad de leer los corazones. Él piensa que los humanos solo destruirán la tierra y que sólo los Shamanes comprenden la armonía que debe de tenerse con todo lo que nos rodea, por eso quiere un mundo libre de los humanos. Hao siempre se refería a los humanos de manera diminutiva y despectiva ("qué diminuta eres"). Este concepto puede ser profundizado en el capítulo "La bitácora mágica", donde aparecen las memorias del Gran Monje Budista Hao y sus enseñanzas: en ellas, él muestra la grandiosidad del universo y la naturaleza, ostenta la sabiduría y el poder de los que logran la iluminación y denuncia la destrucción del planeta, las especies y la biodiversidad por parte de los humanos. Frente a este conocimiento elevado de la vida y de la existencia que poseen los budas, los humanos comunes quedan en un plano inferior, pequeño y "diminutos" frente al vasto y desconocido universo. 
Existen dos partes del manga dedicadas exclusivamente a él: Mappa Douji, que cuenta la historia de su niñez hace 1000 años y Relax, que se encuentra ocho años antes de la shaman fight actual. Aquí se relata cómo forma su grupo, a partir de shamanes fuertes y como los convence para que lo sigan (algunos se unen a él porque los salva en momentos cruciales de su vida y a otros los convence haciendo alusión a sus metas y sueños).
De acuerdo al reciente final del manga, se comprueba que Hao se convirtió de nuevo en el Shaman King, reencontrándose con su madre (Lo cual siempre fue su verdadero deseo), quien tiene gran similitud con Anna y da a pensar que Anna es descendiente de Hao y dándoles una oportunidad a Yoh y a los demás de que intenten cambiar el mundo sin el derramamiento de sangre humana. Se puede ver que, a pesar de que han transcurrido seis años desde la Shaman Fight, él no ha crecido, esto se debe a que Hao es el Shaman King por 500 años..